# Nymphalis teloides-nigrifasciata
Nymphalis teloides-nigrifasciata är en fjärilsart som beskrevs av Reuss 1911. Nymphalis teloides-nigrifasciata ingår i släktet Nymphalis och familjen praktfjärilar. Inga underarter finns listade i Catalogue of Life.